# Izates bar Monobaz

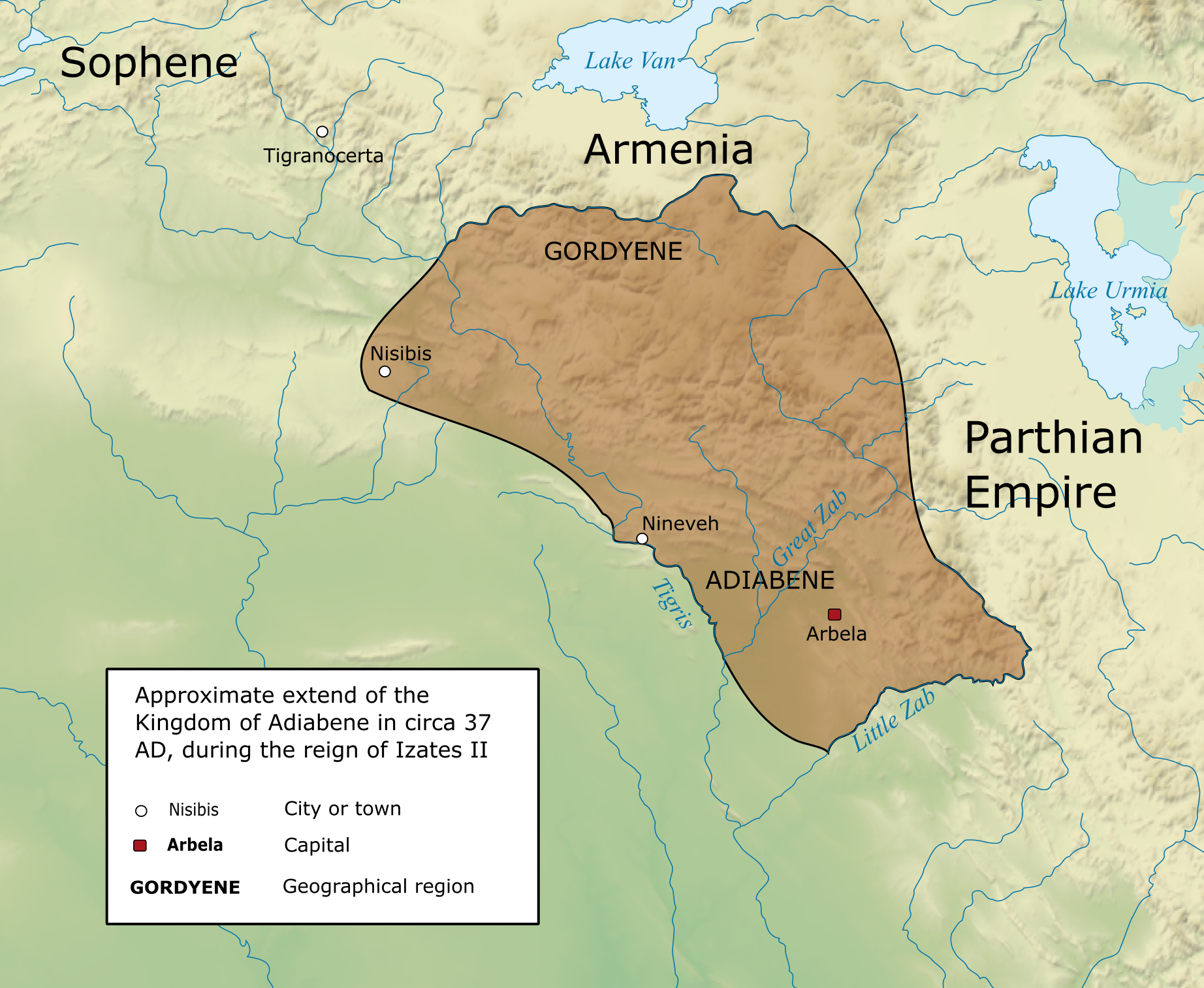
Extensión aproximada del Reino de Adiabene, en el 37 d. C., durante el gobierno de Izates II.

Izates II o Izates bar Monobaz (más conocido como Izaates) (vivió entre los años 1-55 d. C.) fue un prosélito del Judaísmo que se convirtió en rey de Adiabene, reino cliente de los partos. Fue hijo de la reina  Helena de Adiabene y de Monobaz I. Durante su juventud, fue enviado por su padre a la corte del rey Abennerig de Caracene en Alejandría de Susiana. Estando en Alejandría, Izates adquirió conocimientos con un mercader judío llamado Ananías de Adiabene, quien lo familiarizó con los preceptos del judaísmo, en los cuales Izates estuvo siempre muy interesado. Contrajo nupcias con una hija del rey Abennerig llamada Symacho, quien lo convirtió al judaísmo gracias a los esfuerzos de Ananías. Sin saberlo, su madre también se había convertido al judaísmo casi al mismo tiempo que él. Al regresar a casa y asumir el trono luego de la muerte de su padre, Izates descubrió la conversión de su madre. Él fue, sin embargo, disuadido en numerosas ocasiones a practicar la circuncisión por su madre y su maestro, y luego por otro judío llamado Eleazar.
Durante algún tiempo, Izates disfrutó de paz; siendo ampliamente respetado luego de ejercer el rol de pacificador entre los nobles rebeldes y el rey parto Artabano III de Partia. Pero, cuando varios parientes de Izates manifestaron abiertamente su conversión al Judaísmo, los nobles de Adiabene secretamente indujeron a Abías, un rey árabe, a declararle la guerra. Izates derrotó a su enemigo, forzándolo a que se suicidara. Más adelante los mismos nobles conspiraron con Vologases I, rey parto, pero este último fue prevenido y rechazó los planes de la nobleza, de esta manera, Izates continuó reinando sin problemas durante 24 años.
Murió en el año 55 d. C. Su madre Helena sobrevivió a la muerte de Izates durante un corto tiempo. Dejó 24 hijos e igual número de hijas. Izates fue sucedido por su hermano Monobaz II, quien envió los restos de Izates y de la reina Helena a Jerusalén para enterrarlos.